# Operació Pedestal
L'Operació Pedestal, coneguda a Itàlia com la batalla de mitjans d'agost (italià: Battaglia di Mezzo Agosto) i a Malta com el Comboi de Santa Maria (maltès: Il-Konvoj ta' Santa Marija), va ser una operació britànica per portar subministraments a l'illa de Malta l'agost de 1942, durant la Segona Guerra Mundial. Malta va ser una base des de la qual vaixells, submarins i avions britànics van atacar els combois de l'Eix cap a Líbia, durant la campanya del nord d'Àfrica (1940–1943). De 1940 a 1942, l'Eix va dur a terme el setge de Malta, amb forces aèries i navals. Malgrat moltes pèrdues, els britànics van lliurar suficients subministraments perquè la població i les forces militars de Malta poguessin resistir, tot i que va deixar de ser una base ofensiva durant gran part de 1942. L'element de subministrament més crucial de l'Operació Pedestal va ser el combustible, transportat pel SS Ohio, un vaixell cisterna americà amb una tripulació britànica. El comboi va sortir de Gran Bretanya el 3 d'agost de 1942 i va passar per l'estret de Gibraltar cap al Mediterrani la nit del 9 al 10 d'agost.
L'intent de l'Eix d'evitar que els cinquanta vaixells del comboi arribessin a Malta, utilitzant bombarders, E-boats alemanys, vaixells MAS i MS italians, camps de mines i emboscades submarines, va ser l'últim èxit important de l'Eix a la Mediterrània. Més de 500 mariners i aviadors de la Marina Mercant i Reial van morir i només cinc dels catorze vaixells mercants van arribar al Grand Harbour. Tot i que costós per als aliats, va ser una victòria estratègica, car l'arribada de l'Ohio va justificar la decisió d'arriscar tants vaixells de guerra; la seva càrrega de combustible d'aviació va revitalitzar l'ofensiva aèria de Malta contra el transport marítim de l'Eix. Els submarins van tornar a Malta i els Supermarine Spitfires que s'enlairaren des del portaavions HMS Furious van permetre fer un esforç màxim contra les naus de l'Eix. Els combois italians van haver de desviar-se més lluny de l'illa, allargant el viatge i augmentant el temps durant el qual es podien realitzar atacs aeris i navals. El setge de Malta va ser trencat per la reconquesta aliada d'Egipte i Líbia després de la Segona Batalla d'El Alamein (23 d'octubre - 11 de novembre) i per l'operació Torxa (8-16 de novembre) a la Mediterrània occidental, que va permetre la instal·lació terrestre d'aeronaus per escortar vaixells mercants a l'illa.

## Fons

### Operacions aliades
Els aliats van dur a terme la campanya del desert occidental (1940–43) al nord d'Àfrica, contra les forces de l'Eix d'Itàlia amb l'ajuda d'Alemanya, que va enviar el Deutsches Afrika Korps i importants destacaments de la Luftwaffe al Mediterrani a finals de 1940. Fins a finals d'any, 21 vaixells amb 160.000 tones llargues (160.000 t) de càrrega havien arribat a Malta sense pèrdues i s'havia acumulat una reserva de subministraments de set mesos. Tres combois a Malta el 1941 van patir la pèrdua d'un sol vaixell mercant. De gener de 1941 a agost de 1942, 46 vaixells havien lliurat 320.000 tones llargues (330.000 t), però s'havien enfonsat 25 vaixells i s'havien desviat d'altres rutes durant llargs períodes de vaixells mercants, navals i aeris moderns i eficients; S'havien realitzat 31 proves de submarins. Els reforços per a Malta van incloure 19 costoses i perilloses operacions de ferri de portaavions per lliurar caces. Des d'agost de 1940 fins a finals d'agost de 1942, 670 caces Hawker Hurricane i Supermarine Spitfire havien sortit de portaavions a la Mediterrània occidental. Molts altres avions van utilitzar Malta com a punt de partida per al nord d'Àfrica i la Força Aèria del Desert.

Mapa general de Malta

Malta també va ser una base per a operacions aèries, marítimes i submarines contra els combois de subministrament de l'Eix i, de l'1 de juny al 31 d'octubre de 1941, les forces britàniques van enfonsar unes 220.000 tones llargues (220.000 t) d'enviament de l'Eix a les rutes dels combois africans, 94.000 tones llargues (96.000). t) per la marina i 115.000 tones llargues (117.000 t) per la Royal Air Force (RAF) i el Fleet Air Arm (FAA). Els vaixells carregats que navegaven cap a Àfrica van representar el 90 per cent dels vaixells enfonsats i els esquadrons amb seu a Malta van ser responsables d'aproximadament el 75 per cent d'aquests vaixells enfonsats per avions. Les operacions militars des de Malta i l'ús de l'illa com a lloc d'escenificació, van portar a campanyes aèries de l'Eix contra l'illa el 1941 i el 1942. A finals de juliol, els 80 caces de l'illa tenien una mitjana de malbaratament de17 per setmana i el combustible d'aviació restant només era suficient per als caces, per la qual cosa era poc pràctic enviar més bombarders i torpediners per a operacions ofensives.

### Malta, 1942
L'operació Julius, un pla per proveir Malta mitjançant combois simultanis des de Gibraltar a l'operació Arpó i Alexandria per l'operació Vigorós (12–15/16 de juny) va ser un fracàs costós. Només dos mercants d'Arpó van arribar a l'illa, el comboi Vigorós es va veure obligat a tornar enrere, diversos escortes de combois i molts mercants, inclòs l'únic vaixell cisterna a Arpó, van ser enfonsats. A l'agost, la ració quinzenal (de dues setmanes) a Malta per a una persona era de 14 unces (400 g) de sucre, 7 oz (200 g) de greixos, 10,5 oz (300 g) de pa i 14 oz (400 g) de vedella en conserva. Un treballador home adult tenia una ingesta diària de 1.690 calories i les dones i els nens rebien 1.500 calories. A l'agost es va iniciar una matança massiva de bestiar a l'illa per reduir la necessitat d'importació de farratge i convertir les terres de pastura per al cultiu; la carn es subministra al públic a través de les Victory Kitchens. Malta es veuria obligada a rendir-se si no rebia combustible, menjar i municions abans de setembre i el vicemariscal de l'aire Keith Park, el comandant aeri local des del juliol, va advertir que només quedaven unes poques setmanes de subministrament de combustible d'aviació. L'Almirallat britànic tenia el ràpid dragamines HMS Welshman es van convertir per transportar combustible i els submarins van ser posats en servei per fer arribar subministraments de combustible d'aviació, munició antiaèria i torpedes a través del bloqueig, per mantenir l'avió restant en funcionament. El Primer Lord de l'Almirallat Albert Alexander i l'Almirall de la flota Dudley Pound, el Primer Lord del Mar (cap professional de la Royal Navy), van coincidir amb el primer ministre Winston Churchill que la pèrdua de Malta seria
| «           | ... un desastre de [la] primera magnitud per a l'Imperi Britànic, i probablement [seria] fatal a la llarga per a la defensa de la vall del Nil. | » |
| — Churchill | |   |

... i va preparar una nova operació de combois des de Gibraltar, amb un nombre sense precedents d'escortes que utilitzaven vaixells presos de l'Extrem Orient i de la Home Fleet, que tenia vaixells de sobra des de la suspensió dels combois àrtics, arran del desastre del Comboi PQ 17.

### Comandament de l'Eix
L'estructura de comandament de l'Eix a la Mediterrània estava centralitzada a la part superior i fragmentada als nivells inferiors. Benito Mussolini havia monopolitzat l'autoritat sobre les forces armades italianes des de 1933 ocupant els càrrecs de ministre de la Guerra, ministre de la Marina i ministre de la Força Aèria. El Feldmarschall Albert Kesselring de la Luftwaffe comandava les forces terrestres alemanyes al teatre com a comandant en cap Sud (Oberbefehlshaber Süd, OB Süd), però no tenia autoritat sobre les operacions de l'Eix al nord d'Àfrica ni l'organització de combois a Líbia. El Fliegerkorps II i el Fliegerkorps X estaven subordinats a l'habitual cadena de comandament de la Luftwaffe. Des de novembre de 1941, Kesselring havia exercit certa influència sobre la realització de les operacions navals alemanyes a la Mediterrània com a cap nominal del Comandament Naval d'Itàlia (Marinekommando Italien), però aquest estava subordinat a la cadena de comandament de la Kriegsmarine. Les rivalitats entre serveis alemanys van obstruir la cooperació i hi havia poca unitat d'esforç entre les forces alemanyes i italianes al Mediterrani. Kesselring només tenia autoritat per coordinar els plans d'operacions combinades de les forces alemanyes i italianes i alguna influència en l'ús de la Regia Aeronautica per a la protecció dels combois cap al nord d'Àfrica. L'armada italiana va resistir tots els intents alemanys d'integrar les seves operacions; els vaixells de diferents esquadrons mai van entrenar junts i la Supermarina (Alt Comandament Naval italià) va anul·lar constantment els comandants subordinats.

## Preludi

### Plans aliats

#### Operació Pedestal

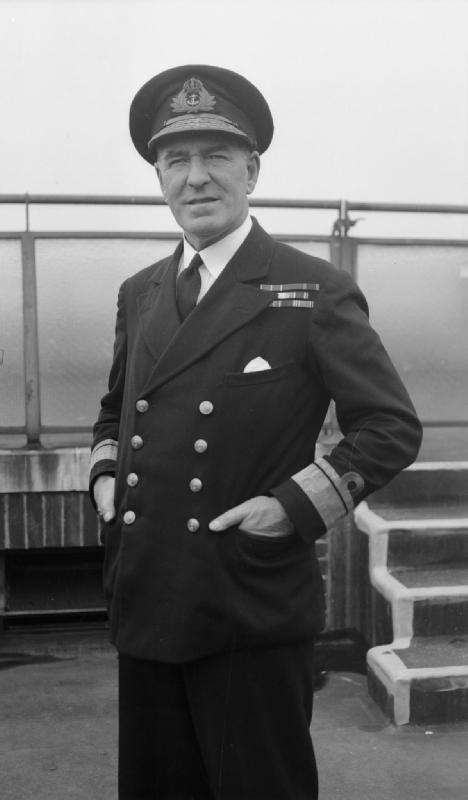
El contraalmirall Harold Burrough, CB, comandant de la flota d'escorta

El contraalmirall Harold Burrough, CB, que va comandar l'escorta propera, donant la mà al capità Dudley Mason d' Ohio
La planificació de l'Almirallat per a l'Operació Pedestal va començar a finals de juliol de 1942, sota la direcció del vicealmirall Neville Syfret, els contraalmiralls Lumley Lyster i Harold Burrough i l'Estat Major Naval. Syfret es va transferir a l'HMS Nelson el 27 de juliol quan el Nelson i l'HMS Rodney van tornar a Scapa Flow des de Freetown, Àfrica occidental. Syfret va convocar una conferència el 29 de juliol, per als oficials de bandera i comandants de les forces navals de Pedestal a Scapa, per considerar les ordres de l'operació. També es van planificar diverses operacions més petites, que es realitzaran simultàniament amb Pedestal. El comboi estava format per 14 vaixells mercants, el més important dels quals era l'Ohio, l'únic vaixell cisterna gran i ràpid disponible, un vaixell nord-americà cedit als britànics, amb una tripulació britànica. Com a assegurança contra la pèrdua de l'Ohio i les seves 12.000 tones llargues (12.000 t) de petroli, els altres vaixells havien de portar combustible en bidons. El comboi havia de ser protegit per dos cuirassats, tres portaavions, set creuers, trenta-dos destructors i set submarins, la força d'escorta més gran fins al moment.
El grup combinat es va anomenar Força F; el comboi i les escortes de la Gran Bretanya fins a la cita, es van convertir en la Força P; els portaavions Victorious, Argus i escortes van ser nomenats Força M en el viatge cap al punt de trobada. El portaavions Eagle i la seva escorta des de Gibraltar fins a la cita es van convertir en la Força J i el portaavions Indomitable i els seus escortes des de Freetown es van anomenar Força K. Durant l'Operació Berserk, tots els portaavions i escortes es van convertir en la Força G; la Force R estava formada pels vaixells de reabastament de la flota RFA Brown Ranger i Dingledale, escortat per quatre corbetes i un remolcador oceànic, el  RFA Abbeydale un petrolier classe Dale; les escortes es van anomenar Força W també per a l'Operació Berserk, la Força X va formar l'escorta propera a Malta, la Força Z estava formada pels vaixells pesats de la Força F, que havien de tornar a Gibraltar i la Força Y havia de dur a terme l'Operació Ascendant, una carrera de Malta a Gibraltar pels dos vaixells que havien arribat a l'illa durant l'operació Arrpó i escortes, quan Pedestal va entrar al Mediterrani.
Embarcats al Victorious hi havia els esquadrons 809 i 884 FAA amb setze Fairey Fulmars i el 885 amb sis Sea Hurricanes; a l'Indomable, l'esquadró 806 tenia deu Grumman Martlets, el 800 i el 880 tenien vint-i-quatre Sea Hurricanes, el 827 i el 831 tenien catorze Fairey Albacores. A l'Eagle hi havia els esquadrons 801 i 813 amb setze Sea Hurricanes. A Malta hi havia cinc avions de reconeixement Martin Baltimores, sis Spitfires PRU i cinc avions de reconeixement Wellington Mk VIII. Es van enviar reforços temporalment des d'Egipte, augmentant el nombre màxim d'avions operatius a cent Spitfires, trenta-sis Beaufighter, trenta Beauforts, tres Wellington, dos Liberators, dos Baltimores i tres FAA Albacores i Swordfish. El comboi es va anomenar WS.21S (els "Winston Specials", els 'Especials d'en Winston' eren combois de tropes des de Gran Bretanya fins a Suez a través del Cap de Bona Esperança). Després de la conferència habitual del comboi just abans de navegar, Burrough es va reunir amb el Comodor del comboi, A.G. Venables i els caps dels vaixells mercants a bord del seu vaixell insígnia, HMS Nigeria per informar-los. Es va fer una reunió similar amb els operadors de ràdio dels mercants per explicar les comunicacions i els procediments de la flota. Es van lliurar als comandants dels vaixells uns sobres marcats "No s'han d'obrir fins a les 08:00 hores del 10 d'agost", que contenien missatges personals signats pel Primer Lord de l'Almirallat desitjant als mestres "God Speed" ("Bona Velocitat"). El comboi va sortir del riu Clyde la nit del 2/3 d'agost, escortat pel Nigèria, el HMS Kenya i destructors, per trobar-se amb la resta d'escortes l'endemà al matí.

#### Operació Manxes

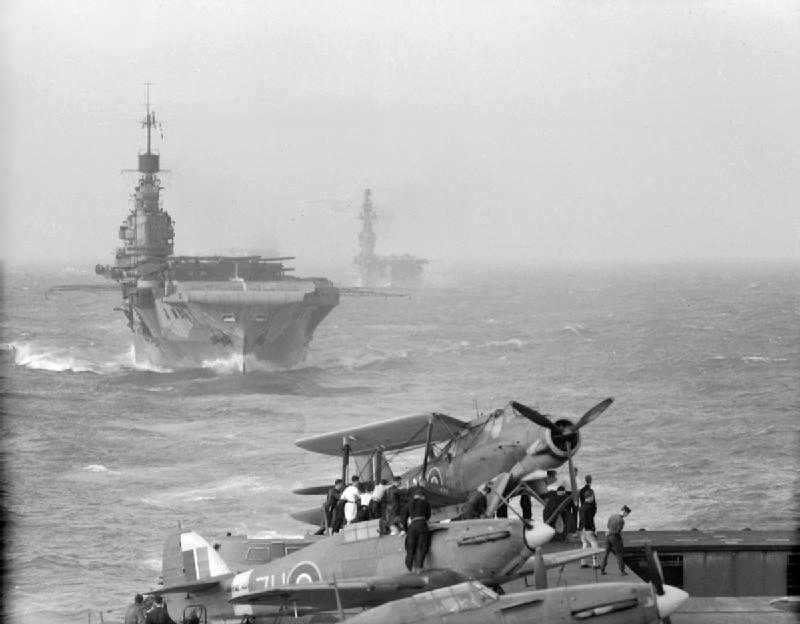
Vist des de la coberta de vol de l'HMS Victorious, un Fairey Albacore s'enlaira des de l'HMS Indomitable, mentre que l'HMS Eagle apareix a la part posterior. L'Eagle va ser torpedinat i perdut durant l'operació.

Poc abans de la sortida de Scapa, l'Almirallat va decidir que el Furious havia de dur a terme l'Operació Manxes (Operation Bellows), per reforçar Malta (coneguda informalment com a Club Run) amb Spitfires al mateix temps que l'Operació Pedestal. La sortida del Furious es va retardar per les dificultats tècniques causades per la coberta de vol, que es va inclinar cap amunt fins a un punt al mig del vaixell. Un Spitfire va fer un enlairament de pràctica, amb falques de fusta als flaps per assegurar un angle de 25° i un Furious fumant a 30 kn (35 mph), en un vent de 10 kn (12 mph). El Spitfire va ser llançat a l'aire per l'elevació de la coberta de vol, va rebotar cap al pendent cap endavant, va caure del davant gairebé a la velocitat d'aturada.i va evitar per poc fer un amaratge forçós. Es va fer una sol·licitud immediata al Ministeri de l'Aire per a hèlixs de velocitat constant i dos dies després, un Spitfire amb la nova hèlix va enlairar-se fàcilment, deixant 38 avions encara a bord per volar a Malta. En companyia de l'HMS Manchester, es va unir a Nelson i al comboi tres dies abans de l'inici de l'Operació Pedestal.

### Operacions Embogit i Ascendent
El 31 de juliol, el Nelson, el Rodney, el HMS Victorious, l'HMS Argus, el HMS Sirius i destructors van navegar des de Scapa per trobar-se amb HMS Eagle i el HMS Charybdis de Gibraltar i l'HMS Indomitable i el HMS Phoebe, de Freetown, per a l'operació Embogit. L'operació va tenir lloc entre les Açores i Gibraltar del 6 al 9 d'agost i incloïa exercicis amb els vaixells mercants en artilleria antiaèria, girs d'emergència i en canvi de formacions de creuer, comunicació amb banderes de senyal i telegrafia sense fils de curt abast (W/T). El risc per a la seguretat en trencar el silenci W/T durant els exercicis va ser acceptat pels planificadors aliats i, segons Cunningham, el comboi va aconseguir una eficiència en la maniobra "comparable a la d'una unitat de flota." Les aeronaus de la força va realitzar atacs aeris simulats a la tarda del 8 d'agost, per exercir els informes de radar, l'organització de la direcció del caça i per donar a les tripulacions de canons antiaeris pràctiques de reconeixement d'aeronaus, seguit d'un pas de vol.
A l'operació Ascendent, el Troilus i l'Orari, els dos vaixells mercants que havien sobreviscut al fiasco Arpó al juny, havien de navegar des de Malta cap a Gibraltar, amb els destructors HMS Badsworth i HMS Matchless (Força Y) la nit del primer dia de l'operació Pedestal. Els vaixells s'havien de disfressar amb marques italianes de la coberta i sortir de Malta, a 30 milles nàutiques (56 km; 35 milles) al sud de Lampedusa, després navegar per Kelibia al Cap Bon, mantenint-se a prop de la costa tunisiana fins al canal de Galita i des d'allà direcció Gibraltar. La Força Y va sortir de Malta cap a les 20:30 del 10 d'agost, va arribar al Cap Bon l'endemà i va intercanviar breument foc amb el destructor italià Lanzerotto Malocello que estava posant mines. El vaixell italià va mostrar llums de reconeixement francesos i els destructors britànics van posar fi al combat; La Força Y va arribar a Gibraltar cap a les 10:00 del 14 d'agost.)

### Plans de l'Eix

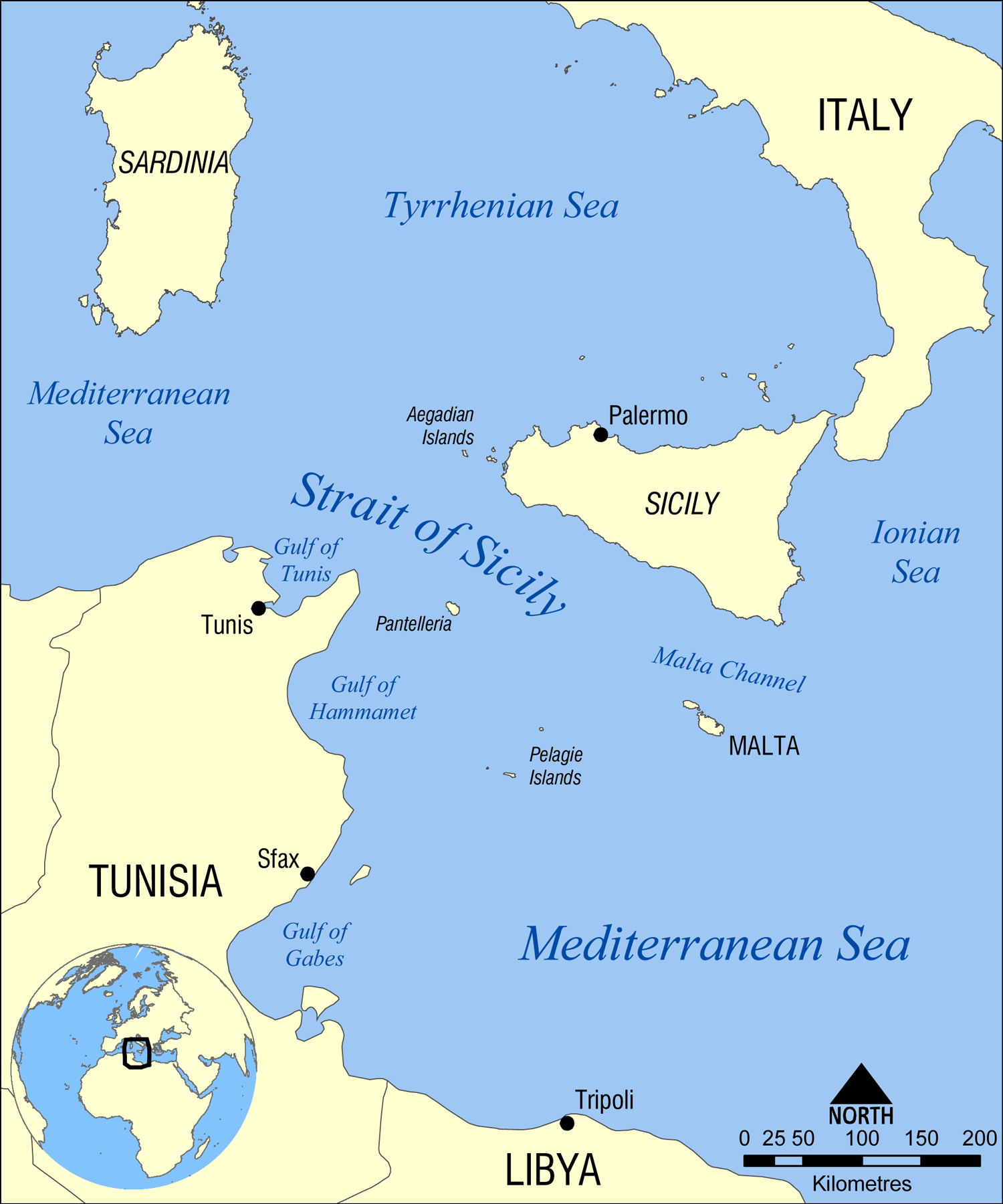
Mapa de l'estret de Sicília

Els alemanys i els italians van planificar per separat i, tot i que van cooperar fins a cert punt, el Fliegerkorps II a Sicília va coordinar els plans amb els comandants locals de la Regia Aeronautica, però realitzant els seus atacs per separat. La Supermarina, el quarter general de la Marina italiana, va considerar quatre contingències, que els aliats utilitzarien la seva força naval per protegir un comboi, la flota de batalla principal aliada sortiria per provocar una acció de la flota, per utilitzar una poderosa força de cobertura per a un comboi per forçar un pas. al nord de Pantelleria, en comptes de girar cap a l'oest a l'entrada de Skerki Bank o utilitzar portaavions per als atacs als aeròdroms de Sardenya, per facilitar el pas d'un comboi. La Regia Aeronautica tenia 328 avions (90 torpediners, 62 bombarders, 25 bombarders en picada i 151 caces) i els avions 456 de la Luftwaffe (328 bombarders en picada, 32 bombarders mitjans i 96 caces (la majoria dels torpediners de la Luftwaffe havien estat enviats a Noruega). Uns 20 Junkers Ju 88 del Fliegerkorps X a Creta van arribar a Sicília l'11 d'agost, per a les operacions l'endemà al matí i altres vuit Ju 88 van arribar de Creta el mateix dia, després de completar les operacions d'escorta de combois a l'Egeu.
La Regia Marina tenia quatre cuirassats, tres creuers pesats i deu lleugers, vint-i-un destructors, vint-i-vuit torpediners i seixanta-quatre submarins, però la majoria dels vaixells capitals no estaven operatius per manca de combustible i cobertura aèria. L'armada havia rebut només 12.000 tones llargues (12.000 t) de combustible al juny, equivalent al 20 per cent del consum de combustible dels combois i els cuirassats italians van haver de repostar els vaixells més petits. A causa de l'escassetat de combustible, Mussolini va suggerir a Hitler que només els submarins i els avions terrestres s'oposarien a un comboi de Malta. La Supermarina va aconseguir preparar la 3a divisió de creuers amb els creuers de vuit polzades Gorizia, Bolzano i Trieste i set destructors, juntament amb la 7a Divisió de creuers amb els creuers de sis polzades Eugenio di Savoia, Raimondo Montecuccoli, Muzio Attendolo i 5 destructors més 18 submarins, 19 torpediners (6 MS i 13 MAS); els alemanys tenien 3 U-boats i 4 S-boats. Les forces aèries de l'Eix no tenien caces per escortar vaixells de superfície, bombarders i torpediners i Mussolini preferia utilitzar els caces com a escortes de bombarders i com a cobertura per a les forces de superfície. Kesselring va rebutjar la sol·licitud italiana de proporcionar cobertura aèria per a la flota italiana, perquè la Luftwaffe no tenia prou caces.
Kesselring dubtava que els creuers pesats italians poguessin tenir èxit fins i tot amb cobertura aèria i pensava que els italians utilitzaven la manca de combustible com a pretext. L'almirall Eberhard Weichold, l'agregat naval alemany a Roma, volia que la Luftwaffe proporcionés cobertura aèria als vaixells italians. El mariscal Ugo Cavallero, cap de l'Estat Major, també volia que les forces de superfície italianes participessin en l'operació, però la Supermarinano volia que els seus grans vaixells operessin sense cobertura aèria. Les tàctiques de l'Eix eren similars a les utilitzades contra l'operació Arpó al juny; un reconeixement aeri especial conjunt de la Mediterrània occidental que serà pilotat per avions de l'Eix els dies 11 i 12 d'agost, els avions de l'Eix amb base a Sicília i Sardenya, els submarins italians i els submarins alemanys i els torpediners i camps de mines de l'Eix s'utilitzarien com a barreres successives. Les quatre barreres havien de fer que el comboi es dispersés i fos vulnerable a una força de creuers i destructors. En un atac sincronitzat s'havien d'utilitzar vint-i-dos torpediners, uns cent vint-i-cinc bombarders en picat amb escortes de caces i quaranta bombarders mitjans. Es va donar prioritat a la destrucció dels portaavions, per evitar que intervinguin quan les forces de superfície italianes s'apropessin a les restes del comboi. Les marines de l'Eix tenien dinou submarins a la Mediterrània occidental; nou vaixells havien d'estar estacionats al nord d'Algèria entre les longituds 01° 40' E i 02° 40' E. Deu submarins havien d'esperar entre els esculls Fratelli i l'entrada nord del banc de Skerki, alguns disposats al nord-oest de Cap Bon, per cooperar amb els avions. Un submarí italià havia de patrullar a l'oest de Malta, un davant de Navarino a Grècia i tres més a unes 87 nmi (100 milles; 161 km) a l'oest-sud-oest de Creta.

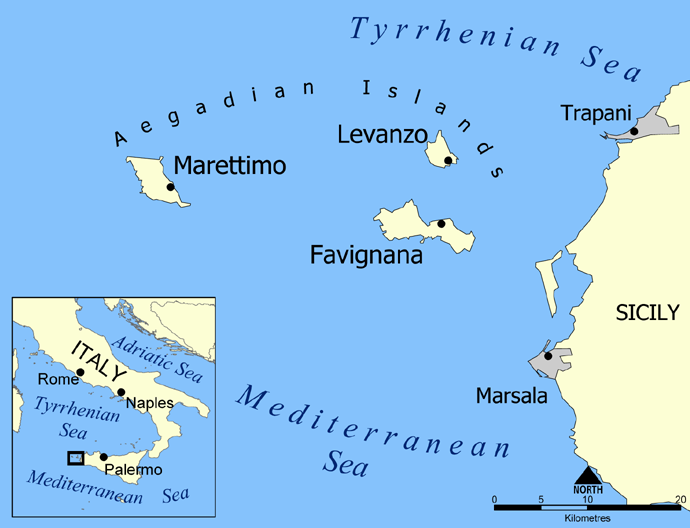
Mapa que mostra les illes Egades, a l'oest de Sicília

Des del juny de 1940 fins a l'abril de 1942, la Regia Marina havia col·locat unes 2.320 mines entre Cap Granitola a l'extrem sud-oest de Sicília i Pantelleria, 1.020 mines entre Pantelleria i Ras el Mustafa, Tunísia, 6.880 mines entre les illes Egades i Cap Bon i 1.040 mines entre Bizerta i l'escull Keith. Els italians també pretenien posar un camp de mines temporal davant del Cap Bon la nit de l'11 al 12 d'agost, just abans del pas del comboi. La nit del 12 al 13 d'agost, tretze MAS, sis torpediners MS i quatre S-boats estarien a l'aguait al sud de Marettimo (una illa Egàdia) i davant de Cap Bon, després esperar a Pantelleria. La 3a Divisió de Creuers i la 7a Divisió de Creuers estarien a uns 190 km (120 milles) al nord de Pantelleria durant la tarda del 12 d'agost i després navegarien durant la nit en un curs d'intercepció al sud de Pantelleria, per atacar les restes del comboi i la seva escorta propera just abans de l'alba. Es va suposar que els avions de l'Eix podrien proporcionar cobertura de caces contra el major nombre d'avions britànics de Malta. Si un comboi aliat salpés des d'Egipte, seria atacat per la 8a Divisió de Creuers amb base a Navarino, però la divisió va rebre l'ordre d'entrar al mar Jònic el 12 d'agost, per donar suport a la 3a Divisió de Creuers.

### Preparació de l'Eix
Els planificadors de l'Eix no tenien informació sobre els plans aliats, però tenien un bon coneixement de l'ordre de batalla aliat i el moviment de les forces aliades dins del Mediterrani, a partir dels informes de les estacions d'observació de vaixells prop de Gibraltar, avions de reconeixement i submarins. Els informes de l'Abwehr del 5 d'agost van convèncer Kesselring que els aliats estaven preparant una gran operació per subministrar Malta des de l'oest, juntament amb un atac simultani a Mersa Matruh a Egipte. S'esperava que els bombarders aliats de Malta ataquessin les forces navals italianes mentre els caces de Malta cobrien el pas d'un comboi a través de l'estret sicilià. Els alemanys també van considerar una amenaça per a Creta quan el comboi havia arribat a Malta i Kesselring va ordenar una major preparació de les unitats de la Luftwaffe a Sicília i Creta, els avions es traslladaren de Creta a Sardenya i Sicília. El Fliegerkorps II va reduir les operacions per augmentar la capacitat de servei, va preparar instal·lacions a Elmas a Sardenya per als reforços enviats des del Fliegerkorps X al Mediterrani oriental. Els aliats van saber a través d'Enigma que la Luftwaffe tenia dificultats de subministrament a Sardenya, impedint-hi el moviment de bombarders de llarg abast i d'operacions de caces en la mesura prevista i que la Luftwaffe havia enviat de 40 a 45 bombarders de llarg abast i 6 caces bimotors. del Mediterrani oriental; el Fliegerführer Afrika es va veure obligat a desviar avions per a escortes de combois a la zona de Tobruk. El matí del 8 d'agost, un informe va indicar erròniament que un portaavions de la classe Argus i quatre destructors havien navegat a Gibraltar i els agents de l'Abwehr van informar de molts transports a l'estret de Gibraltar la nit del 8/9 d'agost. El 10 d'agost, 220 avions de la Luftwaffe estaven a Sicília juntament amb 300 avions de la Regia Aeronautica i altres 150 avions italians reunits a Sardenya.
El submarí italià Uarsciek va albirar els vaixells britànics a les 04:30 de l'11 d'agost; el capità es va apropar a la superfície i va disparar tres torpedes, reclamant un impacte contra el portaavions en un informe d'albirament a les 09:36 i durant el vespre un Ju 88 va fotografiar la flota des de gran altitud, immune al foc antiaeri o als caces de la FAA. Els submarins italians van rebre l'ordre de fer tres línies de patrulla per interceptar el comboi. El 12 d'agost, Kesselring va iniciar converses amb el Comando Supremo per a la coordinació de les forces de l'Eix per a la propera operació. Durant el matí Kesselring va informar que la Luftwaffeestava totalment compromès amb sortides d'escorta de bombarders, no podia proporcionar cobertura aèria per als vaixells italians i va suggerir posar mines, però la Regia Marina ja n'havia posat una. La incapacitat de la Luftwaffe per proporcionar cobertura aèria a la flota italiana va reduir molt les seves oportunitats d'intervenir, però el creuer lleuger Muzio Attendolo va ser enviat amb dos destructors des de Nàpols a Messina.
En una reunió de la tarda es va tornar a parlar dels vaixells de superfície, el risc d'atac d'avions amb base a Malta va fer que Cavallero decidís que la flota no es podia arriscar sense la suficient protecció per part de l'aviació. Es va prendre la decisió d'atacar el comboi amb submarins entre Alger i les Balears, torpediners entre Cap Bon i Pantelleria i després les restes del comboi serien acabades per la 3a i 7a divisions de creuers El general Rino Corso Fougier, el cap d'estat major de la Regia Aeronautica, havia informat que hi havia 40 caces i bombarders moderns disponibles i que el dia abans s'havien traslladat 101 avions des d'Itàlia a Sardenya i Sicília, amb un total de 247 però el Superaereo no començaria els atacs fins al 13 d'agost. S'utilitzarien bombarders radiocontrolats per estavellar-se contra els portaavions i 20 bombarders de llarg abast de Creta i 10 torpediners de l'escola d'entrenament de Grosseto havien volat a Sardenya. A Sicília, 15 tripulacions de bombarders en picat descansant de les operacions van ser alertades i 6 caces. Es van enviar des d'Àfrica caces Bf 110 de llarg abast, el que va elevar el total de l'Eix a 701 avions.

## La batalla

### 9/10 d'agost

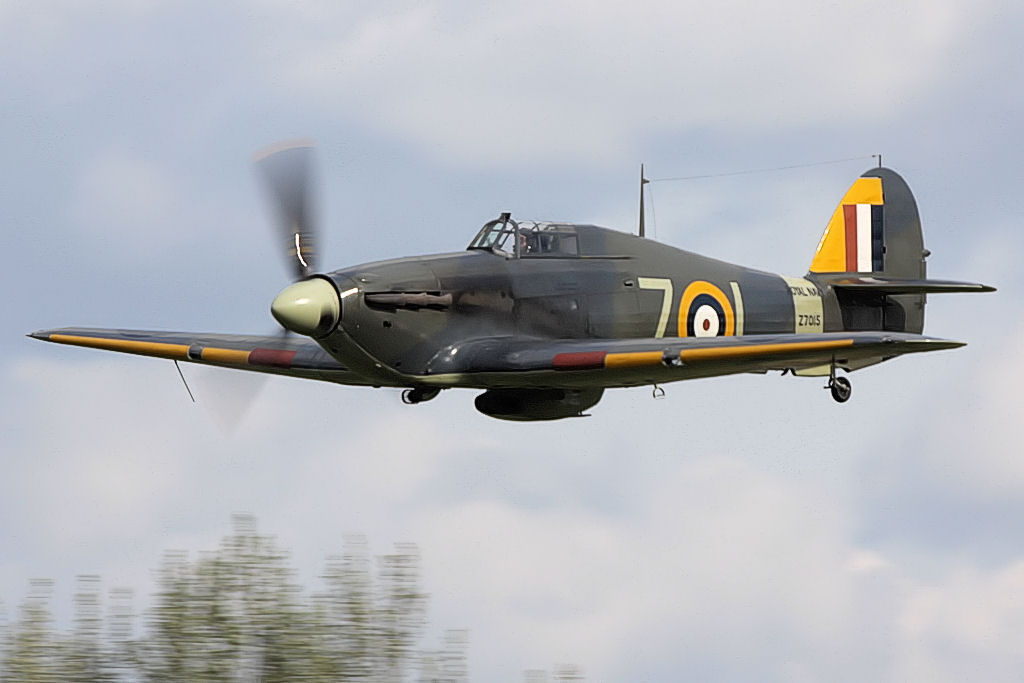
Fotografia d'un Sea Hurricane (2009)

La força R va sortir de Gibraltar el 9 d'agost, disposada a trobar-se amb el comboi en una cita al sud de Mallorca; la Força F va fer un pas sense incidents de l'Estret en una densa boira durant la nit del 9/10 d'agost. Els vaixells de pesca i un vaixell mercant van passar de prop, però a causa de la nit sense lluna i la boira, Syfret va pensar que era improbable que la força s'hagués albirat des de la costa. Els agents de l'Abwehr prop de Gibraltar i Ceuta van albirar el comboi i els britànics van desxifrar els seus missatges Enigma, assabentant-se del ben informat que estava l'Eix i dels seus plans per derrotar el comboi. Al voltant de les 8:00 del 10 d'agost, l'avió de reconeixement alemany va detectar el comboi i a les 12:45 va informar que el comboi es trobava a uns 70 nmi (130 km; 81 milles) al nord d'Alger.
A les 17:00 un avió francès va informar de dos portaavions, dos cuirassats, dos creuers, catorze destructors i dotze vaixells mercants a uns 93 km (58 milles) al nord d'Orà. L'avió de reconeixement de la Luftwaffe va informar a les 19:00 que un comboi de dos cuirassats, dos portaavions, dos creuers, catorze destructors i dotze homes mercants es trobava en rumb est, a 55 nmi (102 km; 63 milles) al nord-nord-est de Orà. A la tarda del 10 d'agost, Kesselring i la Supermarina eren conscients que un comboi de quaranta a cinquanta vaixells, incloent possiblement dos portaavions i dinou vaixells de càrrega, es trobava a la Mediterrània occidental, navegant en rumb est a una velocitat de 13 a 14 kn (24 a 26 km/h; 15 a 16 mph). S'esperava que el comboi arribés al sud de Mallorca a les 06:00 de l'11 d'agost i al sud de Sardenya a la mateixa hora el 12 d'agost. El Fliegerkorps II a la Mediterrània occidental va ser alertat i el Fliegerkorps X va rebre l'ordre de reconèixer la Mediterrània oriental més enllà de la línia de longitud 25° E després de l'alba de l'11 d'agost.

### 11 d'agost
Malgrat els submarins de l'Eix, tres creuers i vint-i-sis destructors es van reposar des dels petrolers Dingledale i Brown Ranger de Force R a l'alba (els combois de Malta anteriors s'havien reposat a l'arribada, però ara l'illa no tenia petroli de sobra) El comboi es trobava al sud de les Illes Balears rumb cap a Cap Bon a l'alba i cap a les 06:20, un submarí va albirar el comboi. A les 08:15 un avió de reconeixement de la Luftwaffe va informar que el comboi es trobava a 95 nmi (176 km; 109 milles) al nord-oest d'Alger; quinze minuts després, un Ju 88 va començar a fer ombra al comboi a 20.000–24.000 peus (6.100–7.300 m) i va continuar durant tot el dia. Al migdia, el comboi es trobava a uns 75 nmi (139 km; 86 milles) al sud de Mallorca, navegant cap a l'est en un curs en ziga-zaga. El Furious va ferenlairar-se entre les 12:30 i les 15:15 de 38 Spitfires per al viatge de 555 a 584 milles nàutiques (1.028 a 1.082 km; 639 a 672 milles) fins a Malta i després va girar amb les seves escortes cap a Gibraltar (37 avions van arribar a Malta).

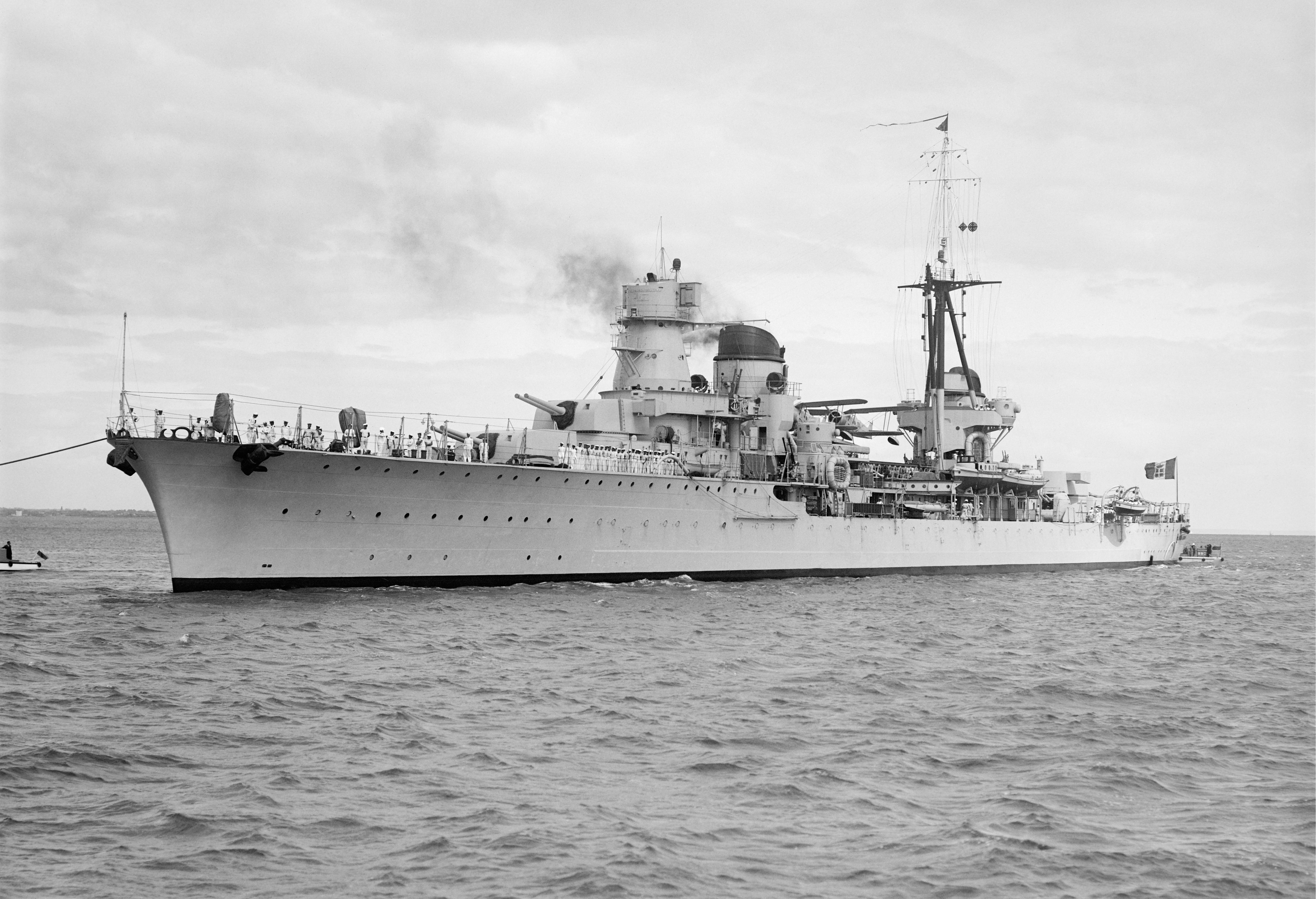
El creuer Raimondo Montecuccoli

Les descriptacions d'Enigma que a les 11:55, els creuers lleugers Eugenio di Savoia, Raimondo Montecuccoli i Muzio Attendolo de la 7a Divisió de Creuers a Càller havien rebut l'ordre de la Supermarina de ser amb dues hores d'antelació a partir de les 18:00 i això amb els creuers pesats Gorizia, Bolzano i Trieste de la 3a divisió de creuers a Messina, havien estat informats a les 13:00 que els submarins italians operaven al nord de Bizerta. Tres submarins de l'Eix es van veure sortint de Càller a les 20:45 i els britànics van saber que a les 18:00 la 7a Divisió de creuers amb disset destructors havia navegat cap a l'est i que la 3a divisió de creuers havia sortit de Messina i Nàpols. La intel·ligència aliada també va saber que el Panzerarmee Afrika a Egipte creia que el comboi era una amenaça per a Tobruk. Kesselring va pensar que es podria intentar un desembarcament a la costa nord-africana i l'endemà va emetre l'ordre del dia que els desembarcaments dels aliats influirien en les operacions a Àfrica i s'havien d'evitar. El Luftgau Afrika (Districte Aèri Àfrica) esperava un desembarcament a Trípoli el 13 o 14 d'agost.

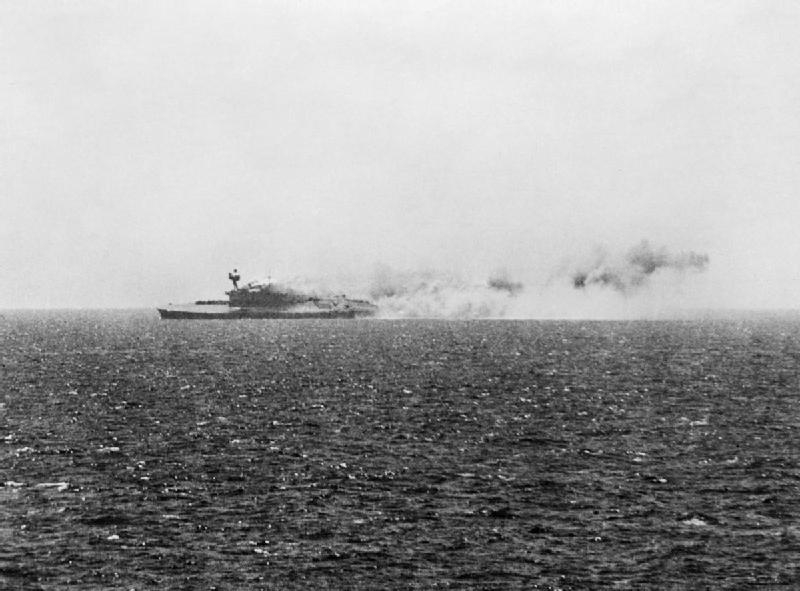
El portaavions Eagle enfonsant-se

A les 08:00, l'U-73 va albirar vaixells fora de rang, però darrere d'ells un altre grup de mercants va ser seguit pel portaavions Eagle. Va poder maniobrar a 400 iardes (370 m) i disparar quatre torpedes que van colpejar Eagle a les 13:15, enfonsant el vaixell vuit minuts més tard a 70 nmi (130 km; 81 milles) al sud del cap Salinas, i a 80 nmi (150 km); 92 mi) al nord d'Alger. Els destructors HMS Lookout, HMS Laforey i el remolcador Jaunty van rescatar 929 homes del complement de 1.160 però 231 homes i es van perdre tots els Sea Hurricanes menys quatre (en l'aire durant l'enfonsament), al voltant del 20 per cent de la cobertura del caça per al comboi. El submarí alemany es va escapar, possiblement perquè les capes del mar es trobaven a diferents temperatures, afectant l'ASDIC dels vaixells i després del torpedineig hi va haver freqüents falses alarmes. A les 14:30 un Ju 88, un dels deu avions de l'Aufklärungsgruppe 122 que havien fet ombra al comboi des de les 10:10, va fer una sortida de reconeixement sobre el comboi, massa alt perquè els Sea Hurricanes l'interceptessin. La Luftwaffe va atacar just després de la posta de sol a les 20:56, quan el comboi es trobava a uns 200 nmi (370 km; 230 milles) de Sardenya, amb 27 bombarders Ju 88 i tres torpediners He 111. Els Heinkels van volar baix per llançar torpedes i els Ju 88 van atacar des del capvespre en immersions poc profundes, que van esquivar els caces, però el foc antiaeri del comboi va abatre dos Ju 88 sense pèrdues i després van danyar diversos caces britànics mentre aterraven. Durant la nit, els aeròdroms de l'Eix a Sardenya van ser atacats pels B-24 Liberators i Beaufighters, que van incendiar un hangar i van destruir diversos avions.

#### Nit de l'11/12 d'agost
La nit de l'11 al 12 d'agost, la 7a i 3a divisions de creuers italianes i 17 destructors van sortir de Càller, Messina i Nàpols per enfrontar-se al comboi britànic. La RAF a la Sala d'Operacions de Malta va enviar ordres en llenguatge senzill a un bombarder Wellington que va llançar bengales i va enviar missatges en clar, suposadament guiant una força fictícia B-24 Liberator, per enganyar els vaixells italians lluny del comboi. La Supermarina havia cancel·lat l'operació abans que es rebés els senyals britànics a causa de la manca de cobertura aèria. At A les 00:20, els britànics van descobrir des d'Enigma que la intel·ligència italiana havia albirat quatre creuers britànics i deu destructors i pensaven que part del comboi podria anar cap a la Mediterrània oriental. Enigma també va revelar les ordres d'operació del Fliegerkorps II als caces del Jagdgeschwader 77 (JG 77) a Elmas a Sardenya, per esperar un comboi a l'estret sicilià a principis del 12 d'agost. El Fliegerkorps II havia de cooperar amb la Regia Aeronautica a Sicília i Sardenya, volant en onades amb escortes de caces contra el comboi.
La intel·ligència britànica va concloure que el comboi i la seva enorme força d'escorta havien fet que els comandants de l'Eix tinguessin temor d'un desembarcament a qualsevol lloc de la costa nord-africana o a Creta. Les mesures de precaució de l'Eix s'havien pres en el supòsit que si Creta era l'objectiu, els desembarcaments es produirien abans del 14 d'agost. També es van prendre mesures defensives a la zona de Bengasi-Trípoli de Líbia, on un esquadró de caces Messerschmitt Bf 109 i els bombarders de llarg abast basats a Derna van ser alertats perquè es traslladessin a Bengasi o Trípoli, recolzats per avions de transport Ju-52. El Panzerarmee Afrika va preparar destacaments per repel·lir els desembarcaments i va traslladar les forces a la zona de Sollum-Mersa Matruh, per defensar la costa a l'est de Tobruk. A les 07:00, es van suspendre tots els moviments de vaixells des del nord d'Àfrica fins a Itàlia i l'Egeu i, a última hora de la tarda, els britànics sabien que la Luftwaffe anticipava un desembarcament a Trípoli el 13 o 14 d'agost. Es van enviar reforços de caces i bombarders en picada des de Sicília i Enigma va interceptar un missatge del Reichsmarschall Hermann Göring, el comandant en cap de la Luftwaffe, ordenant que la Luftwaffe
| «        | ... funcionarà sense cap altre pensament al cap que la destrucció del comboi britànic... La destrucció d'aquest comboi és d'una importància decisiva. | » |
| — Göring | |   |

i que els atacs s'havien de dirigir contra els portaavions i els mercants britànics. At A les 00:54, l'HMS Wolverine, part de la força d'escorta del Furious, s'havia desplaçat amb quatre destructors més per a patrulles antisubmarines després de la pèrdua d' Eagle, va detectar un submarí a 4.900 yd (4.500 m), accelerat, va obtenir un contacte visual a 700 iardes (640 m) i va embestir el submarí italià Dagabur a 27 kn (50 km/h; 31 mph), enfonsant el submarí amb tots els tripulants.

### 12 d'agost

#### Matí
Els avions de l'eix van reprendre l'ombra a les 05:00 i a les 06:10, l'Indomitable va enviar Martlets a derrocar dos avions de reconeixement Ju 88, que van resultar massa alts i massa ràpids per interceptar-los. Quatre Sea Hurricanes i Fulmars van enlairar-se dels dos portaavions per a la cobertura aèria i tots els avions estaven preparats per volar. Els avions de reconeixement alemanys van vigilar el comboi, volant massa alt i ràpid per als caces de la FAA. A les 09:15, quan el comboi es trobava a uns 130 nmi (240 km; 150 milles) al sud-sud-oest de Sardenya, 19 bombarders en picat Ju 88s del Lehrgeschwader 1 (LG 1) van ser interceptats a 25 nmi (29 milles; 46 km).) fora. Quatre Ju 88van ser abatuts i altres dos van ser reclamats pels artillers antiaeris de la marina (els registres alemanys van mostrar cinc abatuts i dos perduts a Sardenya per fallada mecànica) per la pèrdua d'un caça de la FAA. Les tripulacions alemanyes van fer afirmacions extravagants, però van fer pocs danys i també van ser abatuts tres avions de reconeixement italians. Els Beaufighters que tornaven d'una incursió a Sardenya van veure la 7a Divisió de Creuers (Da Zara) al mar i van donar l'alarma. Els creuers havien navegat des de Càller cap al mar Tirrè a les 08:10 de l'11 d'agost, escortats pel destructor Maestrale, Oriani i  Gioberti, per trobar-se amb l'Attendolo de Nàpols.
A primera hora del 12 d'agost, el Trieste va partir de Gènova cap a Nàpols amb el  Fuciliere i un torpediner, l'Ardito per unir-se a la 3a Divisió de Creuers, que havia sortit aviat de Messina amb els creuers Gorizia, Bolzano i sis destructors després de rebre un senyal de l'U-83. que quatre creuers i deu destructors (MG 3) estaven a prop de Creta. Els creuers i destructors italians es van trobar a 60 milles nàutiques (69 milles; 110 km) al nord d'Ustica davant de Palerm, a l'extrem oest de Sicília, alguns dels vaixells no tenien combustible i després es van traslladar cap al sud en dos esquadrons, precedits pels torpediners Climene  i Centauro. Els avions de reconeixement britànics de Malta havien sobrevolat ports italians, un pilot de Spitfire va veure que la 3a Divisió de creuers havia sortit del port i a les 18:54 una tripulació de Baltimore va veure la cita dels vaixells italians. A Malta, Park no va ser molestat fins a les pèrdues de comboi i escorta del dia, que van esgotar la Força X; cinc bombarders Wellington van ser enviats per trobar els creuers italians i 15 torpediners Beaufort i 15 Beaufighters es van quedar a la vora.

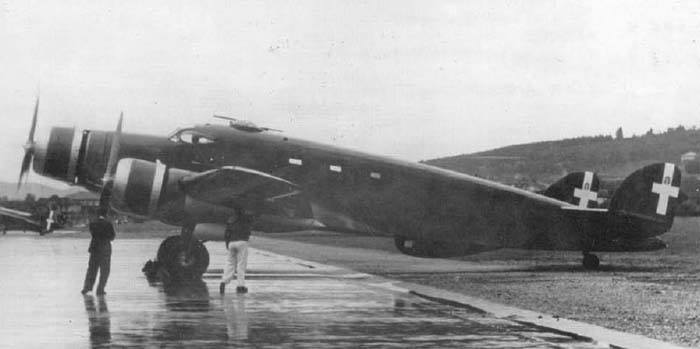
Torpediner Savoia-Marchetti SM.84

L'atac de comboi més gran es va produir cap al migdia des d'avions amb base a Sardenya; una onada de deu bombarders SM.84 del 38° Gruppo BT i vuit CR.42 del 24° Gruppo CT volant com a bombarders amb 14 escortes MC.202, seguits al cap de cinc minuts per Savoia-Marchetti SM.79 i deu torpediners SM.84 atacant el costat d'estribord del comboi, escortats per 12 caces Re.2001 i 21 SM.79 i 12 Re.2001 des de babord, tots els bombarders apuntant als vaixells mercants. La segona onada s'havia retardat 15 minuts a causa de l'escassetat de mecànics dels Re.2001 i només 31 avions podien enlairar. Els bombarders van ser rebuts per un gran bombardeig antiaeri, els mercants van fer accions evasives i cap va ser atacat pels bombarders que van aconseguir entrar al seu abast. La tercera onada va incloure un parell de caces-bombarders Re.2001G/V de la Sezione Speciale, destinada a transportar bombes perforants de 1.390 lliures (630 kg) a baixa altitud. Les bombes no estaven preparades i l'avió portava bombes antipersonal; els caces-bombarders anaven acompanyats d'un SM.79 especial controlat per ràdio, carregat amb una bomba de 2.200 lliures (1.000 kg) i dirigit pel Generale di brigata Ferdinando Raffaelli en un Cant Z1007.
L'onada va ser escortada per dos dels cinc caces Fiat G.50 del 24° Gruppo CT que van aconseguir trobar la formació. El pilot de l'SM.79 va apuntar l'avió cap a les naus i va salpar en paracaigudes, Rafaelli en el Z.1007bis guiant la bomba per ràdio. La ràdio va fallar i l'SM.79 va volar recte, en lloc d'estavellar-se en un dels portaavions com estava previst i es va estavellar contra el mont Khenchela a Algèria. La Sezione Speciale es va confondre amb una formació d'Hurricanes i tots dos van impactar amb el Victorious, una bomba va matar sis mariners i va ferir dos, l'altra va rebotar a la coberta i va explotar sobre el mar. Els deu primers bombarders SM.84 portaven torpedes Motobomba FFF dissenyats per viatjar en una espiral creixent. Els torpedes van ser llançats a 2.000 iardes (1.800 m) dels vaixells, que van utilitzar les maniobres evasives practicades a l'Operació Embogit per escapar.
Entre la segona i la tercera onades d'avions de la Regia Aeronautica, van atacar 37 Ju 88 del Kampfgeschwader 54 (KG 54) i del Kampfgeschwader 77 (KG 77), després d'haver volat des de Sicília amb 21 escortes de caces Bf 109, després d'utilitzar contramesures de ràdio per cegar els radar britànics a Malta. Cinc avions havien tornat enrere amb fallades mecàniques, però la resta van esquivar quatre Fulmar. El Deucalion va ser colpejat i forçat a sortir del comboi, escortat per l'HMS Bramham. El nombre d'avions de l'Eix en els atacs no va tenir precedents, amb 117 italians i 58 alemanys sortint per assolir només resultats minsos. Dos bombarders, un torpediner i un caça s'havien perdut per un cop a Victorious i els danys a Deucalion. La quantitat de foc antiaeri havia portat a moltes tripulació a llançar les seves bombes i torpedes abans d'hora, però els avions italians de Sardenya podien repostar i rearmar-se per atacar de nou i un Cant Z1007 i diversos avions de la Luftwaffe van continuar fent ombra al comboi.
Els desxifrats d'Enigma van mostrar als britànics que a les 18:30 del 12 d'agost, una flotilla de S-boat havia de navegar a les 16:00 des de Porto Empedocle a Sicília per a Cap Bon per operar a la zona fins a les 04:30 del 13 d'agost. A les 21:45, una avaluació del Fliegerkorps II va revelar que l'Eix pensava que hi havia cinquanta-un vaixells a la Mediterrània occidental, inclosos dos portaavions, dos cuirassats, set creuers i vint destructors. Els alemanys van pensar erròniament que hi havia un portaavions de classe Yorktown dels Estats Units, però van identificar correctament el Rodney i el Nelson. Es pensava que el comboi estava format per tretze vaixells de càrrega de 105.000 tones llargues (107.000 t), protegit per deu a setze caces i un munt de canons antiaeris. El submarí Brinsubmarí italià Brin va ser expulsat pels destructors i a les 09:30 un hidroavió Sunderland va danyar el Giada davant d'Alger. A les 13:34 un altre Sunderland de l'Esquadró 202 va causar més danys però el Giada va abatre el hidroavió abans de dirigir-se cap a València (fins al 14 d'agost) amb un tripulant mort i vuit ferits a bord.

#### Tarda
El comboi va ser abordat a les 16:30 per Emo, que es va posar en posició per disparar torpedes a un portaavions des de 2.200 iardes (2.000 m), però un canvi sobtat de rumb va portar a Franco a canviar d'objectiu, llançar quatre torpedes i enfonsar-se. El comboi havia tornat a canviar de rumb i els torpedes van fallar; els observadors del Tartar van veure les pistes dels torpedes i van donar l'alarma. El Lockout es va dirigir cap a un periscopi, que era el de l'Avorio movent-se a una posició d'atac i el va obligar a capbussar-se, malbé el seu atac; a les 17:40, el Lookout va tornar al comboi. A les 16:49 Cobalto va ser atacat amb carregues de profunditat de l'HMS Ithuriel mentre que a la profunditat del periscopi, forçat a la superfície, atacat per trets i embestit per l'Ithuriel, enfonsant-se a les 17:02. L'Ithuriel va perdre dos tripulants que havien pujat al Cobalto per intentar mantenir el submarí a flotació; dos mariners italians es van perdre i la resta van ser rescatats pels britànics. L'Ithuriel va quedar molt danyat, va perdre el seu ASDIC, es va reduir a 20 kn (37 km/h; 23 mph) i va haver de dirigir-se a Gibraltar. Syfret tenia dos destructors a cada flanc del comboi per llançar càrregues de profunditat cada deu minuts per dissuadir els submarins. La Força F va entrar a l'àrea d'emboscada submarina italiana C i poc després de les 16:00 HMS Pathfinder va obtenir un contacte ASDIC amb el Granito, el va forçar amb cinc càrregues de profunditat però després va haver de tornar al comboi. (Moltes alarmes submarines possiblement van ser causades per contactes fantasma d'Asdic, a causa de les càlides aigües del Mediterrani.)
Les unitats de la Regia Aeronautica amb base a Sardenya van aconseguir preparar vuit bombarders en picat Cr.42 i una escorta de nou Re.2001 de 362° Squadriglie i nou bombarders SM.79 de Decimomannu. Els SM.79 no van trobar el comboi i un Re.2001 va ser abatut per un Martlet del 806 Esquadró de l'Indomable. El comboi va creuar el paral·lel 40, més enllà del qual els avions amb seu a Sicília podien volar amb escortes de caces i 105 avions preparats per atacar en tres onades. Es van trobar problemes amb les escortes de caces perquè els Re.2001 del 2° Gruppo CT havien escortat els bombarders amb base a Sardenya, van aterrar a Sardenya i no estaven disponibles fins l'endemà. Els torpediners i els bombarders en picat van ser enviats a Pantelleria per volar amb el 51°Grup CT (MC.202s) i evitar els problemes de coordinació quan els avions volaven des de diferents bases. Quatre avions van ser enviats en sortides de reconeixement; es va trobar que quatre dels Ju 87 italians del 102° Gruppo BT no tenien tancs de llarg abast i que els torpedes no es podien connectar a sis SM.84. Els Fulmars del Victorious va abatre un SM.79 en reconeixement però un Cant Z1007 va mantenir el contacte. El Fliegerkorps II es va coordinar amb els italians, però les operacions eren independents. L'I Gruppe, Sturzkampfgeschwader 3 (StG 3) s'havia traslladat de Trapani a Elmas i a les 17:30 hores, 20 Ju 87 amb escortes Bf 109 van enlairar-se.

#### Vespre
Els Ju 87 italians del 102° Gruppo van arribar amb poca visibilitat però a les 18:35 els núvols es van separar. La formació italiana havia estat detectada pel radar mentre es trobava a 40 nmi (46 milles; 74 km) i tres Martlets, dotze Sea Hurricanes i tres Fulmar estaven a l'aire, però s'enfrontaven a les escortes MC.202 i Bf 109, els millors caces de l'Eix. Els atacs dels bombarders en picat i els torpediners estaven ben sincronitzats, els Ju 87 van saltar mentre els torpediners s'acostaven en tres onades a 1.200 peus (370 m) al mar, un Stuka sent abatut per un Hurricane i un altre per foc antiaeri. Mentre els vaixells maniobraven per evadir els torpediners, una altra onada de Ju 87 va arribar a 9.000 peus (2.700 m) i van bombardejar l'Indomable des del sol, va colpejar la coberta de vol dues vegades i gairebé es va perdre tres vegades, amb bombes de 2.200 lliures (1.000 kg), matant una cinquantena i ferint 59 homes i danyant greument el vaixell, que es va incendiar i es va reduir a 17 kn (31). km/h; 20 mph), deixant el Victorious com l'últim portaavions operatiu. A les 20:30, Indomable havia treballat fins a 28,5 kn (52,8 km/h; 32,8 mph) però els danys a la coberta de vol el van deixar fora de joc. Els avions van aterrar al Victorious, però els que no es van poder acomodar van ser llançats per la borda.
El Charybdis, el Lookout, el Lightning i el Somali van donar ajuda a Indomitable i els torpediners SM.79 es van enfrontar amb foc antiaeri concentrat. Només dotze SM.79 van ser capaços de llançar torpedes, a la llarga distància de 3.000 yd (1,7 milles; 2,7 km); el Foresight va ser colpejat a la popa, enviant tripulants volant per l'aire. El vaixell va ser enfonsat l'endemà. Un atac final de l'Eix amb dotze SM.79 i 28 Ju 87 va costar dos Ju 87 abatuts i dos danyats sense cap pèrdua aliada; després de tornar a Pantelleria, els avions de l'Eix van ser metrallats per tres Beaufighters, que van incendiar un dipòsit de combustible de la Luftwaffe, va destruir un Ju 52 i va danyar dos SM79 i un SM.84, matant també un pilot italià atrapat a l'aeròdrom. Les forces aèries de l'Eix havien fet entre 180 i 220 sortides de bombarders escortats durant el dia i els alemanys van afirmar que havien danyat un portaavions, un creuer, un destructor i un gran vaixell mercant. Ambdós bàndols van exagerar, els britànics van comptar amb 39 avions abatuts contra la xifra real de 18 avions de l'Eix perduts; 3 Fulmars, 3 Sea Hurricanes i 1 Martlet havien estat abatuts.

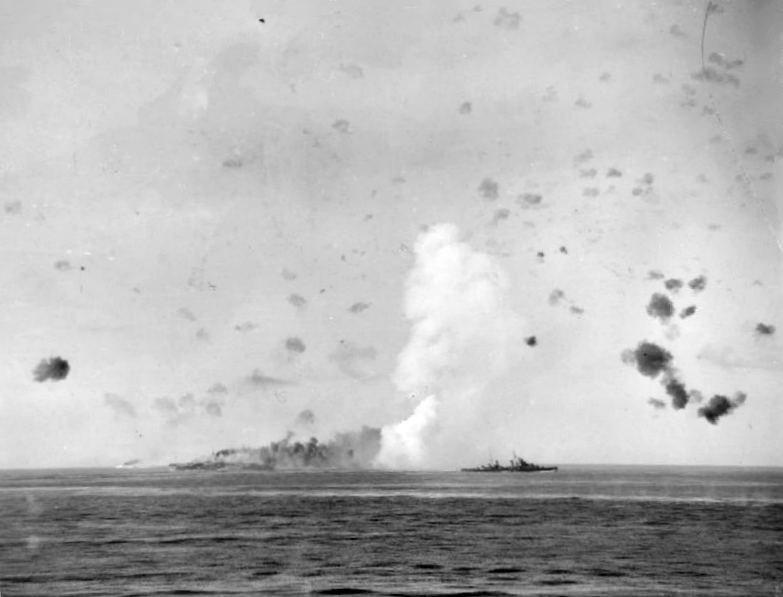
12 d'agost de 1942: l'Indomitable incendiat després de ser bombardejat. està examinant el portaavions.

La pèrdua de l'Eagle amb els seus 16 avions i els danys a l'Indomitable que va mantenir els seus 47 avions més fora de combat, van reduir el nombre de caces operatius a 8 Sea Hurricanes, 3 Martlets i 10 Fulmars, ja que la Força Z havia de sortir del comboi, per romandre fora de l'abast dels avions de l'Eix amb base a Sardenya. Syfret tenia la intenció de que la Força Z girés cap a l'oest en arribar al Skerki Bank a les 19:15, però va ordenar el gir a les 18:55 per treure l'Indomitable fora de perill. El Rodney estava tenint problemes a la caldera que van frenar Força Z a 18 kn (33 km/h; 21 mph), però a causa del nombre d'avions implicats en els atacs de l'Eix, Syfret va pensar que no hi podria haver més abans de fosc i que el perill al Skerki Bank vindria després de l'alba. Uns quaranta minuts després del gir, un avió de reconeixement de la Luftwaffe va informar del nou rumb; la flota de Pedestal es trobava a unes 250 nmi (290 milles; 460 km) de Malta sense cobertura aèria local, a causa dels quatre Fulmar que quedaven per al comboi, un havia estat abatut i un altre danyat pels Bf 109. A les 18:55, Burrough amb l'escorta propera de la Força X va continuar cap a Malta amb els vaixells mercants i la Força R va navegar per la Mediterrània occidental per si calia, fins que se'ls va ordenar tornar a Gibraltar (arribada al matí del 16 d'agost).

#### Nit del 12/13 d'agost
Cap a les 20:00, el comboi va maniobrar de quatre a dues columnes per passar pel canal Skerki, la columna d'estribord amb el Kenya al capdavant i Manchester sisè enrere, la columna babord amb Nigèria al capdavant i el Carlisle al centre, deu destructors navegant fora les columnes. Cinc submarins italians estaven esperant i a les 19:38, el Dessiè va disparar quatre torpedes a un vaixell de càrrega des de 2.000 iardes (1.800 m) i va sentir tres explosions. El so de les detonacions va resultar ser dels torpedes disparats per l'Axum que van colpejar el Nigeria amb 52 homes morts, l'HMS Cairo i l'Ohio amb un forat de 7,0 m × 7,9 m (23 peus × 26 peus) al costat i un incendi; la tripulació va apagar el foc i aviat va poder fer 7 kn (8,1 mph; 13 km/h). El torpedineig de l'HMS Nigèria i del Cairo (eventualment enfonsat pels britànics), el desviament de l'HMS Ashanti per convertir-se en el nou vaixell insígnia de Burrough i el destacament de quatre destructors de classe Hunt per fer front als creuers danyats, van privar temporalment la Força X del seu comandant, les dues columnes dels líders i van privar el comboi gairebé la meitat de la seva escorta. En saber que el Nigeria i el Cairo equipats com a vaixells de la direcció de caça, havien estat torpedinats, Syfret va ordenar a la Força Z per enviar de tornada l'HMS Charybdis també equipat per a la direcció del caça, amb l'HMS Eskimo i l'HMS Somali per reforçar la Force X. El Nigeria i els altres vaixells danyats van tornar a Gibraltar, escortats per HMS Derwent, HMS Wilton i HMS Bicester.
El KG 54 i el KG 77 van enviar 30 Ju 88 amb set torpediners He 111 del 6/KG 26 escortats per sis Bf 110 del 6/ ZG 26 i els destructors encara estaven amb els vaixells danyats i quan el radar va detectar l'atac a les 20. :35; van arribar sis Beaufighters de llarg abast del 248è Equadró i també van ser disparats pels artillers del comboi. L'Ashanti i HMS Penn van col·locar una cortina de fum per cobrir el lleuger horitzó occidental, ja que el sol s'havia posat a les 20:10, però la reduïda potència de foc antiaèria del comboi i les escortes no van poder evitar l'atac. Al cap de trenta minuts, el Brisbane Star va ser aturat, colpejat a proa (possiblement pel submarí italià Alagi), finalment per continuar a 5 kn (5,8 mph; 9,3 km/h). El Clan Ferguson va ser torpedinat i incendiat, per després ser destruït per una detonació de munició, el Rochester Castle va ser danyat i l'Empire Hope va ser enfonsat per un destructor després de rescatar la tripulació. A les 21:05 l'Alagi va disparar una salva de quatre torpedes al Kenya, les pistes dels quals es van veure a Port Chalmers i es van informar. El Kenya va girar bruscament i va evitar tres dels torpedes, però el quart va colpejar a popa per estribor; Kenya va poder mantenir-se a flot, però això va deixar Force X amb el Manchester com l'únic creuer sense danys. El Bronzo va informar que havia enfonsat el Deucalion i el capità del Kenya va descriure l'estat del comboi com a "caòtic". A les 21:30, el comandant de l'Alagi va informar que havia enfonsat el vaixell mercant Empire Hope i danyat Kenya i que
| «         | ... des dels 180 graus al voltant fins als 140 graus podríem veure una línia contínua de flama dels vaixells en flames, que s'enfonsen... Un vaixell en flames esclata. | » |
| — Puccini | |   |

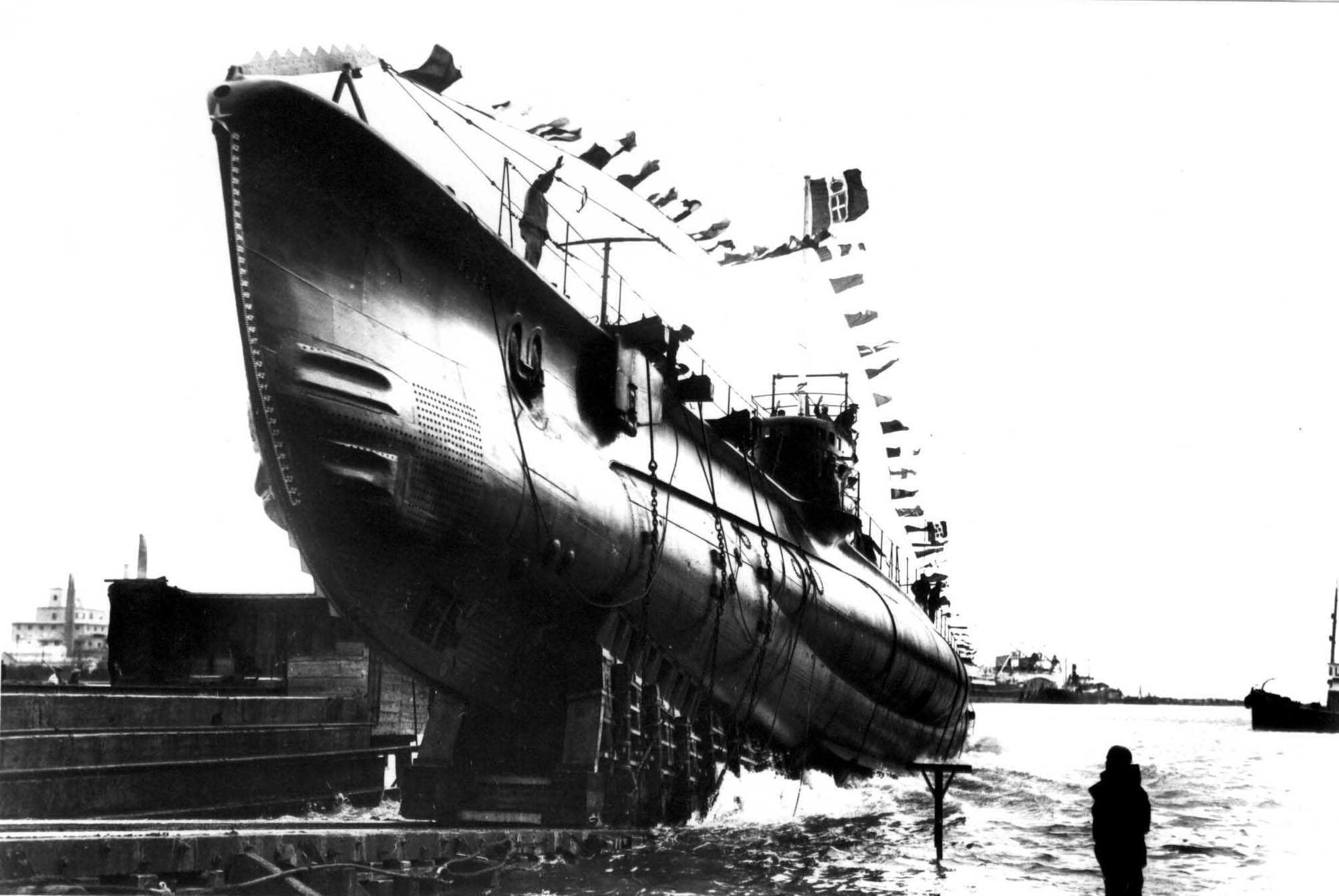
Avarament de l'Alagi a Monfalcone

A les 23:56, el comboi va passar al sud de l'illa Zembra cap a Kelibia al Cap Bon, per evitar els camps de mines entre Àfrica i Sicília, encara fora de formació. Tres destructors buscamines van navegar per davant, seguits pels creuers Kenya, Manchester i dos carguers. El Charybdis i els destructors Eskimo i Somali de la Força Z encara estaven unes hores enrere i l'Ashanti anava ràpidament per revisar el cos principal. Tres destructors es van quedar amb nou dels mercants i el Bramham estava en ruta després que el Deucalion hagués estat enfonsat. La part principal del comboi va ser atacada a les 00:40 per quatre vaixells del III Esquadró alemany i tretze torpediners dels italians 18° MAS, 2° MS i 20° MAS, que van fer 15 atacs; la llarga línia de vaixells mercants i el nombre reduït de vaixells d'escorta proporcionant un objectiu fàcil. El 18° MAS va detectar el comboi al radar, al sud-est de Pantelleria i va atacar els escortes al capdavant de la processó, que van ser atacats, ja que disparaven torpedes sense efecte. Els vaixells italians van atacar llavors els vaixells mercants.
El comboi era vulnerable perquè el far de Cap Bon va revelar la seva posició a uns 10 nmi (12 milles; 19 km) de la costa. S 58 i S 59 van albirar els primers vaixells a les 00:20, van atacar i S 58 va resultar danyat, girant cap a Port Empedocle. L'S 59 va atacar i va reclamar un vaixell de càrrega a uns 5 nmi (5,8 milles; 9,3 km) al nord-est de Cap Bon, però cap vaixell va ser afectat allí. A la 01:02 a prop de Ras Mustafa, al sud de Kelibia, MS 16 o MS 22 van atacar el comboi sense cap efecte, però després van atacar Manchester des de curta distància i cadascun va aconseguir un cop, inundant les seves calderes, dipòsits de combustible i dipòsits i això va destrossar tres dels seus quatre eixos d'hèlixs, el vaixell va agafar una inclinació de 12° fins que la contrainundació va reduir la llista a 5°. El Waimarama, l'Almeria Lykes i el Glenorchy va seguir, va girar al voltant del Manchester i va perdre la formació. El Glenorchy va reclamar erròniament la destrucció d'un vaixell torpediner i els dos vaixells del MAS van encallar a Tunísia. Es va restablir el poder a Manchester i 156 homes van ser portats a bord del Pathfinder, però a les 05:00, el capità va ordenar que el vaixell fos enfonsat i que la tripulació restant es dirigís cap a la costa tunisiana.
Entre les 03:15 i les 04:30 a uns 15 nmi (17 milles; 28 km) de Kelibia, els torpediners van impactar i enfonsar el Wairangi, l'Almeria Lykes (EUA), el Santa Elisa (EUA) i el Glenorchy, mentre agafaven una drecera per posar-se al dia amb el comboi. El Rochester Castle va ser torpedinat, però va escapar a 13 kn (15 mph; 24 km/h) i va aconseguir el cos principal a les 05:30, quan havien arribat el Charybdis, l'Eskimo i el Somali augmentant l'escorta a dos creuers i set destructors al voltant del Rochester Castle, el Waimarama i el Melbourne Star. L'Ohio i el seu destructor anaven reduint lentament la distància i més enrere hi havia el Port Chalmers i dos destructors. El Dorset navegava de manera independent i el Brisbane Star s'amagava a prop de la costa tunisiana, disposat a córrer cap a Malta quan fos fosc. L'alba va posar fi als atacs dels torpediners i a les 07:30, Burrough va enviar l'Eskimo i el Somali de tornada per ajudar el Manchester, però van arribar massa tard, van agafar supervivents que no havien arribat a la costa i es van dirigir cap a Gibraltar.

### 13 d'agost

#### Matí

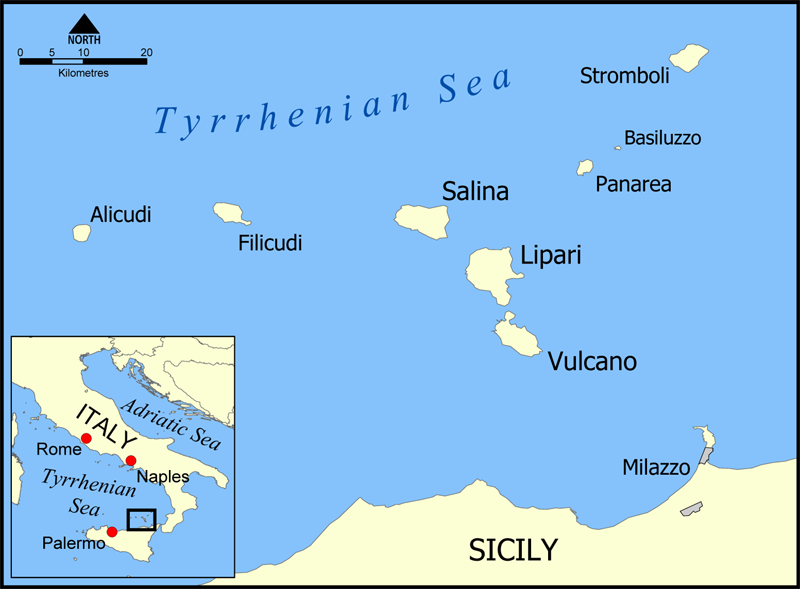
Les illes Eòlies, a la costa nord de Sicília

Un atac dels creuers italians semblava imminent, després que el reconeixement aeri els hagués albirat la nit anterior, dirigint-se cap al sud a uns 150 km (92 milles) de l'extrem oest de Sicília, en rumb per arribar al comboi a l'alba. A la 01:30 els creuers havien girat cap a l'est i havien recorregut la costa nord de Sicília; els avions britànics de Malta havien dut a terme una finta per enganyar els creuers, però la principal força d'atac a Malta es va retenir, en cas que els cuirassats italians salpessin de Tàrent. Alguns dels creuers italians van rebre l'ordre de tornar al port i la resta van ser enviats a través de l'estret de Messina per unir-se a la 8a divisió de creuers contra el comboi esquer MG 3 a la Mediterrània oriental. L'Unbroken havia estat esperant des del 10 d'agost a 2 nmi (2,3 milles; 3,7 km) al nord del far de Capo Milazzo i després d'haver estat atacat, es va traslladar a prop de Stromboli, arribant d'hora el 13 d'agost. Els creuers italians van ser escoltats primer per hidròfon i després vists a través del periscopi a les 07:25, en direcció nord entre les illes de Filicudi i Panarea. Els vaixells estaven fent 20 kn (37 km/h; 23 mph) amb vuit escortes destructors i dos avions CANT Z.506 per sobre. El seu comandant va aixecar el periscopi només durant períodes curts, per evitar ser vist pels destructors i els Cants, mentre maniobrava cap a una posició d'atac.
A les 08:05, els creuers van reduir la velocitat a 18 kn (33 km/h; 21 mph) perquè el Gorizia volés d'un hidroavió i després el destructor Fuciliere va metrallar un periscopi vist a 450 iardes (410 m). Els destructors italians van perseguir diversos contactes Asdic i tres van navegar a 1.000 iardes (910 m) de l'Unbroken, que van disparar quatre torpedes després que havien passat. L'Unbroken va capbussar-se fins a 80 peus (24 m) i després de 2,15 minuts, es va sentir una explosió seguida d'un segon després d'altres 15 segons. Els observadors del Gorizia i del Bolzano havien vist pistes de torpedes i el Gorizia es va girar bruscament, però el Bolzano va ser colpejat mentre començava el seu torn. La tripulació de coberta del Muzio Attendolono havia vist les pistes dels torpedes ni rebut l'alerta del Fuciliere i el vaixell va prendre mesures evasives només després que Bolzano rebés l'impacte, que era massa tard. L'Unbroken va baixar a 120 peus (37 m) i va començar a navegar en silenci; el Fuciliere (portant Asdic) i el Camica Nera van frenar per caçar el submarí. Els destructors van detectar l'Unbroken a les 08:45 i van deixar caure amb precisió 105 càrregues de profunditat en els següents 45 minuts, però a massa poca profunditat. Dos destructors van escortar el Gorizia i el Trieste a Messina i cinc es van quedar amb el Bolzano i el Muzio Attendolo, llançant periòdicament càrregues de profunditat com a element dissuasiu.
El Muzio Attendolo va ser torpedinat a proa i 82 peus (25 m) de la seva proa es van obrir, però no va patir cap mort. El vaixell va ser remolcat cap a Messina, però quan la proa va caure, el vaixell va aconseguir navegar a 5 nodes (5,8 mph; 9,3 km/h), escortat pel Grecale, l'Ascari i més tard el Freccia, arribant a Mssina a les 18:54. El Bolzano va ser colpejat al mig del vaixell, sis sales de màquines i un carregador es van inundar i es va iniciar un incendi, i el comandant de l'11a Flotilla de Destructors va rebre l'ordre de remolcar el vaixell i encallar-lo a Panarea. El Bolzano va cremar fins l'endemà, vigilat per caces italians i després d'un mes de reparacions, va ser remolcat fins a Nàpols. El Muzio Attendolo va ser danyat durant la guerra, i el Bolzano va ser destruït el juny de 1944, en un atac de dos torpediners humans britànics. Després de romandre submergit durant deu hores, l'Unbroken va sortir a la superfície i va ser retirat a Malta (la Supermarina havia reorientat la força del creuer després que s'hagués detectat un submarí (l'Unbroken), que havia estat predit per Mars, la qual cosa li va permetre anticipar-se als italians, que van trencar les ordres no fent ziga-zagues i alentint-se. Després de l'incident, la Supermarina va suposar que el submarí s'havia escapat perquè les càrregues de profunditat italianes no eren prou potents, més que els vaixells equipats amb Asdic s'havien vist obstaculitzats per la turbulència de les esteles dels destructors i les explosions de les càrregues de profunditat.)
A les 07:00 el comboi es trobava a uns 120 km (220 km; 140 milles) de Malta i el reconeixement de l'Eix va informar amb precisió de quatre vaixells de càrrega, dos creuers i set destructors, però no cinc destructors més. Al darrere hi havia el Dorset i el Port Chalmers amb dos destructors i dos més a l'oest. El Brisbane Star es trobava al golf d'Hammamet i al sud de Pantelleria hi havia sis submarins britànics. El Fliegerkorps II va enviar 26 Ju 88 en diverses onades i a les 09:15, 16 Ju 87 escortats per vuit Bf 109 i vuit Bf 110 van atacar. Deu Ju 88 de II/LG 1 gairebé van perdre l'Ohio i van colpejar el Waimarama que es va desintegrar; el combustible d'aviació a la coberta es va incendiar i un dels bombarders va quedar destruït en l'explosió. L'HMS Ledbury va passar pels incendis, rescatant 27 supervivents del complement de 107 homes del vaixell.
Les restes de Waimarama van arrossegar restes en flames al Melbourne Star i diversos de la seva tripulació van abandonar el vaixell prematurament, alguns dels quals van ser rescatats més tard pel Ledbury A les 09:23, vuit Ju 87 italians amb deu escortes MC.202 van atacar i un Stuka va ser abatut i es va estavellar contra el Ohio, un altre va ser disparat al mar i un Spitfire va ser abatut, ja fos per un MC. .202 o foc antiaeri de la marina. El Rochester Castle va ser danyat per un quasi accident d'un Ju 88 i el Dorset va ser colpejat per Stukas del I/StG 3 i abandonat. Els atacants van perdre dos Ju 87 i un Bf 109 i un Beaufighter va ser abatut. El Port Chalmers va ser atropellat i a les 11:25, cinc torpediners SM.79, amb 14 escortes MC.202, van atacar i la tripulació va trobar un torpede atrapat a la paravana d'estribord, que va explotar de manera inofensiva. Un SM.79 va ser abatut per un Spitfire i dos destructors van quedar enrere amb les naus inhabilitades.

#### Tarda
Les restes del comboi van anar al vapor per trobar-se amb els quatre buscamines i set buscamines a motor de la 17a Flotilla de dragamines de la Malta Escort Force a les 14:30. El Melbourne Star, el Port Chalmers i el Rochester Castle van arribar al Grand Harbour de La Valletta a les 16:30, on va començar l'operació Ceres, la descàrrega immediata dels vaixells. Un altre atac aeri al capvespre de 14 Ju 87, va enfonsar el Dorset, però quan el cos principal es trobava a 80 milles nàutiques (150 km; 92 milles) de Malta, 18 Ju 88 van ser retirats davant de 407 sortides Spitfire des de l'illa. Penn va intentar remolcar l'Ohio però el camió cisterna estava apuntant i va trencar la línia de remolc; en un atac posterior, una bomba va colpejar la mateixa zona que un torpede anterior i va trencar la quilla de l'Ohio. L'últim vaixell que va arribar, el Brisbane Star va esquivar un submarí i va aconseguir vapor a 5–9 kn (9,3–16,7 km/h; 5,8–10,4 mph) malgrat els danys a la seva proa. A prop de Tunísia, el Brisbane Star va ser atacat per dos torpediners SM.79, els torpedes dels quals van resultar ser un error. El vaixell va esquivar els vaixells MAS italians; llavors va ser abordat pel capità del port de Sousse, que va intentar embargar el vaixell fins que el va persuadir de cedir i deixar que el vaixell navegués quan fos fosc. El Ledbury va ser atacat per dos SM.79 però els va abatre. La Força X havia virat cap a Gibraltar a les 16:00 amb els creuers Charybdis, Kenya i cinc destructors; El Fliegerkorps II va fer un esforç màxim contra la Força, cosa que va facilitar que els vaixells mercants restants arribessin a Malta. La Force X va ser atacada per 35 Ju 88 i 13 Ju 87, aconseguint només un quasi pèrdua del Kenya per la pèrdua d'un Ju 88 i un Stuka. La Regia Aeronautica va atacar amb 15 bombarders i 20 torpediners sense pèrdues i durant la tarda, la Força X es va trobar amb la Force Z, els vaixells van ser atacats per avions, submarins i embarcacions lleugeres; el Foresight va ser enfonsat pel Tartar quan ja no podia navegar. L'Eskimo i el Somali, que transportaven supervivents de Manchester van ser els últims a arribar a Gibraltar a les 17:30 del 15 d'agost.

#### Operacions MG 3 i MG 4

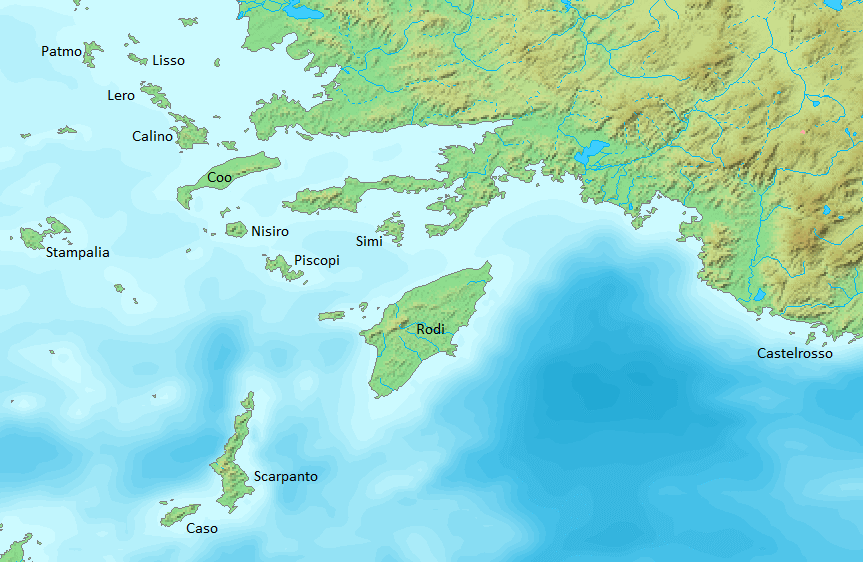
Rodes a les illes del Dodecanès

A la Mediterrània oriental, l'operació d'esquer MG 3 havia començat quan el comboi MW12 amb tres vaixells de càrrega havia sortit de Port Said després del capvespre del 10 d'agost. Els vaixells mercants van ser escortats per dos creuers, deu destructors i dos escortes més petites i un altre vaixell mercant escortat per dos creuers i tres destructors va sortir de Haifa a les 03:00 de l'endemà. Les dues forces es van trobar a primera hora de l'11 d'agost i van navegar cap a l'oest fins a la longitud d'Alexandria, després van tornar enrere. L'U-83 havia informat que quatre creuers i deu destructors estaven a prop de Creta i es va interceptar un missatge d'un Sunderland. Els informes de reconeixement de Malta van assenyalar una cortina de fum sobre La Valletta, aparentment per ocultar dos creuers, però més tard es va considerar que els britànics amagaven la sortida dels vaixells que es dirigien cap a l'oest cap al comboi. La gran mida del comboi va ser interpretada perSupermarina implicava una operació a la Mediterrània oriental i es preparava per reforçar la 8a Divisió de Creuers a Navarino.
Els avions alemanys havien detectat els moviments i a primera hora del 12 d'agost, Kesselring va informar al Fliegerkorps X que quatre vaixells mercants, sis creuers i un nombre desconegut de destructors estaven a 33° 40' N, 28° 34' E, navegant cap al nord-est a 12 kn. (14 mph; 22 km/h). Kesselring va pensar que el comboi era una falsificació de la telegrafia sense fil britànica, però també podria ser un comboi de subministrament per a Malta i el Fliegerkorps X va rebre l'ordre de reconèixer tot el Mediterrani oriental el matí del 12 d'agost, però no hi havia cap avió disponible per cobrir els creuers italians, car les operacions contra el comboi tenen prioritat. Durant la nit del 12/13 d'agost, els creuers HMS Arethusa i HMS Cleopatra amb quatre destructors van dur a terme l'Operació MG 4, un bombardeig del port de Rodes a l'illa de Rodes. Durant el dia, la RAF va atacar l'aeròdrom de Maritsa a Rodes i un submarí britànic va desembarcar comandos a la costa est de Sicília (un False Nose Job) a Simeto, al sud de Catània, per sabotejar les pilones d'electricitat. La 8a Divisió de Creuers italiana va romandre al port i els alemanys van separar un destructor per reforçar els italians; el trànsit local al llarg de la costa nord-africana i el transport marítim entre Itàlia i Grècia es va suspendre, però la MG 3 no va poder desviar l'atenció de l'Eix de l'operació Pedestal.

### Operacions posteriors
Del 16 al 18 d'agost, l'HMS Furious va fer un altre Club Run des de Gibraltar i va enviar 29 Spitfires a Malta en l'Operació Baríton. Al setembre i octubre, Malta va ser subministrada pels submarins (Otus, Rorqual a la cursa Estora Màgica i el Clyde va navegar durant l'operació amb munició, combustible d'aviació i torpedes). Els submarins Parthian, Clyde, Traveller i Thrasher van fer més curses d'Estora Màgica i el ràpid minador Welshman va sortir de Gibraltar amb 300 tones llargues (305 t) de menjar. Al setembre, amb Malta revictalitzada, les forces aliades van enfonsar 100.000 tones llargues (101.605 t) de transport marítim de l'Eix, incloses 24.000 tones llargues (24.385 t) de combustible destinats a Rommel, deixant les forces de l'Eix a Egipte consumint subministraments més ràpid que els rebuts, contribuint a la paràlisi tàctica durant la Segona Batalla d'El Alamein (23 d'octubre – 11 de novembre) i l'Operació Torxa (8–16 de novembre). Els submarins i els torpediners Bristol Beaufort, escortats pels Bristol Beaufighter, atacaven regularment els vaixells de subministrament de l'Eix, concentrant-se en els vaixells cisterna, coneguts pels Aliats a través d' intercepcions ULTRA des de Bletchley Park. Un intent de portar un vaixell mercant disfressat a Malta a principis de novembre va fracassar i després l'Operació Edat de Pedra (17-21 de novembre), un comboi de quatre vaixells mercants d'Alexandria, va arribar sense danys (el creuer lleuger Arethusa va ser torpedinat amb 155 homes morts i va haver de ser remolcat de tornada a port). La Força K es va restablir a Malta i a l'operació Portcullis (1-5 de desembre), cinc vaixells van ser enviats i van arribar amb seguretat. Torpedes tripulats amb carros van començar a operar des de Malta aquell mes i des de finals de desembre fins al gener de 1943, quatre combois, Quadrangle A, B, C i D, amb parelles de mercants a cadascun, van lliurar 200.000 tones llargues (203.209 t) de magatzems sense pèrdues; els vaixells buits van ser recuperats de l'illa.

## Commemoració

La Creu de Jordi a la bandera de Malta.

Com a reconeixement a la seva fortalesa durant el setge i els atacs aeris durant tota la campanya mediterrània, Malta va rebre la Creu de Jordi els mesos immediatament anteriors a aquesta operació. El vicealmirall Syfret va ser nomenat Cavaller Comandant de l'orde del Bany per la seva "valentia i resolució intrèpida en lluitar contra un important comboi fins a Malta davant dels atacs implacables de dia i de nit de submarins, avions i forces de superfície enemigues". El capità del petrolier Ohio, Dudley Mason, va ser guardonat amb la Creu de Jordi per mostrar "habilitat i coratge del més alt ordre i va ser degut a la seva determinació que, malgrat la més persistent oposició enemiga, el vaixell, amb la seva valuosa càrrega, finalment va arribar a Malta i va ser atracat amb seguretat." Diversos altres oficials, membres de la tripulació i comandants de la Marina Reial i Mercant, inclòs el comandant de l'HMS Ledbury, Roger Hill, van rebre premis militars que van des de l'Orde del Servei Distingit i la Medalla per la Valentia Demostrada fins a Menció als Despatxos per la valentia mostrada en fer transportar els mercants a Malta. Els Estats Units van atorgar la medalla de servei distingit de la marina mercant al tercer oficial menor Frederick August Larsen, Jr. i al cadet-guardiamarina de l'Acadèmia de la Marina Mercant dels Estats Units, Francis A. Dales per "Heroisme més enllà del deure" per la seva conducta a bord del Santa Elisa i l'Ohio. L'operació Pedestal va ser el tema d'una pel·lícula britànica en blanc i negre de 1953, Malta Story, que intercalava imatges d'arxiu de l'Ohio amb escenes d'estudi amb guió.

## Ordre de batalla

### Aliats
Força F
 Comboi WS.21S
- Carguers: MV Empire Hope, MV Dorset, MV Wairangi,[95] MV Rochester Castle, SS Waimarama, MV Brisbane Star, MV Port Chalmers, SS Almeria Lykes, SS Santa Elisa, MV Clan Ferguson, MV Glenorchy, Melbourne Star, MV Deucalion
- Petroler: SS Ohio
- Escorta de destructors de Gran Bretanya a Gibraltar: Keppel, Malcolm, Amazon, Venomous, Wolverine

Força Z: vaixells pesats, que tornen a Gibraltar abans d'entrar a l'abast dels avions enemics
- Cuirassats
  - Nelson
  - Rodney
- Portaavions
  - Victorious (6 Sea Hurricanes, 16 Fulmars, 12 Albacores)[96]
  - Eagle (16 Sea Hurricanes)[96](enfonsat)
  - Indomitable (danyat) (10 Martlets, 24 Sea Hurricanes, 16 Albacores)[96]
  - En total 74 caces, 28 torpediners
- Creuers lleugers
  - Charybdis, Phoebe, Sirius
- 19a Flotilla de Destructors
  - Laforey, Lightning, Lookout, Quentin, Eskimo, Tartar, Wilton, Westcott, Wrestler, Somali, Wishart, Zetland, Ithuriel, Antelope, Vansittart

Força X
- 10a Flotilla de creuers (lleuger)
  - Nigeria (danyat), Kenya (danyat), Manchester (severament danyat i enfonsat), Cairo (enfonsat)
- 6a Flotilla de Destructors 
  - Ashanti, Intrepid, Icarus, Foresight (severament danyat i enfonsat), Fury, Derwent, Bramham, Bicester, Ledbury, Pathfinder, Penn
- Remolcador oceànic
  - Jaunty

Força Y: dos vaixells mercants amb escorta durant la nit de Malta a Gibraltar
- Carguers: Troilus, Orari
- Destructors: Matchless, Badsworth

Força R
- Flota de petroliers: RFA Brown Ranger, RFA Dingledale
- Corbetes
  - Jonquil, Spiraea, Geranium, Coltsfoot
- Remolcador oceànic
  - Salvonia

Força d'escolta de Malta
- 17a Flotilla de rastreig de mines
  - HMS Speedy, Hythe, Hebe, Rye
- Llanxes de motor: ML 121, ML 126, ML 134, ML 135, ML 168, ML 459, ML 469
- 10a Flotilla de submarins
  - Safari, Unbroken (a prop de Milazzo i Palerm
  - United, HMS P222, HMS P31, HMS P34, HMS P46, Utmost (entre Malta i Tunísia)

Operació manxes
- Portaavions
  - Furious (38 Spitfires a l'11 d'agost)

Reserva Grup Escolta
- Destructors
  - Keppel, Westcott, Venomous, Malcolm, Wolverine, Amazon, Wrestler, Vidette

Operació MG 3
- Comboi MW 12 (secció Port Said)
  - 3 vaixells mercants: 2 creuers, 10 destructors com a escorta
- Comboi MW 12 (secció Haifa)
  - 1 vaixell mercant: 2 creuers, 3 destructors com a escorta

Operació MG 4
- Força d'atac de Rodes
  - 2 creuers, 4 destructors

Aeronau operativa a Malta
- 9 esquadrons de caces
- 3 esquadrons de torpediners
- 4 esquadrons de bombarders
- 2 esquadrons de reconeixement
- 38 Spitfires (ex- Furious) a partir de l'11 d'agost

### Eix
Forces navals
3a divisió de creuers (Messina)
- Creuers pesats
  - Gorizia, Bolzano, Trieste
- Destructors
  - Aviere, Geniere, Camicia Nera, Legionario, Ascari, Corsaro, Grecale

7a divisió de creuers (Càller)
- Creuers lleugers
  - Eugenio di Savoia, Raimondo Montecuccoli, Muzio Attendolo (severament danyat)
- Destructors
  - Maestrale, Vicenzo Gioberti, Alfredo Oriani, Fuciliere
- Dragamines 
  - Lanzerotto Malocello (per minar els estrets de Sicília)

8a divisió de creuers (Navarino)
- Creuers lleugers
  -  Luigi di Savoia Duca degli Abruzzi, Giuseppe Garibaldi,  Emanuele Filiberto Duca d'Aosta
- Destructors
  - 5

Submarins
- Italians
  - Bronzo,  Ascianghi, Alagi, Dessiè, Avorio, Dandolo, Elmo, Cobalto (enfonsat), Otaria, Axum, Asteria, Brin, Volframio, Granito, Dagabur (enfonsat), Giada (danyat), Uarsciek, Velella
- Alemanys 
  - U-73, U-205, U-333

Forces lleugeres
- 2n Esquadró MS
  - MS 16, MS 22, MS 23, MS 25, MS 26, MS 31
- 15è Esquadró MAS
  - MAS 549, MAS 543, MAS 548, MAS 563
- 18è Esquadró MAS
  - MAS 556, MAS 553, MAS 533, MAS 562, MAS 560
- 20è Esquadró MAS
  - MAS 557, MAS 554, MAS 564, MAS 552
- S-boats
  - S 30, S 59, S 58, S 36

Avions a Sicília i Sardenya
- Regia Aeronautica 
  - 287a, 146a, 170a, 144a, 197a squadriglie

(90 torpediners, 62 bombarders, 25 bombarders en picat, 151 caces)
- Luftwaffe 
  - Fliegerkorps II

(328 bombarders en picat, 32 bombarders, 96 caces)
Total d'avions de l'Eix: 784 (328 italians, 456 alemanys)